# Нагайченко Борис Іванович
Бори́с Іва́нович Нага́йченко (26 червня 1929, Крюків — 8 листопада 1992) — український медик, отоларинголог, заслужений лікар України.

## Біографія
Борис Іванович Нагайченко народився 26 липня 1929 року в Крюкові Полтавської області, в сім'ї робітника. В 1954 році після закінчення Харківського медичного інституту він був призначений головним лікарем Кременчуцької районної санепідемстанції, а згодом — завідувачем районного відділу охорони здоров'я. в 1957 році він — заступник головного лікаря першої міської лікарні, а з 1958 року — головний лікар 2-ї міської лікарні. Б. І. Нагайченко доклав багато зусиль і енергії, щоб вивести цю лікарню з відсталих у передові, за що неодноразово відзначався грамотами облздороввідділу. Одночасно з адміністративною роботою Борис Іванович працював і як лікар-отоларинголог — досвідчений спеціаліст, який застосовував сучасні методи діагностики, лікування, в тому числі й хірургічного.
В жовтні 1963 року Б. І. Нагайченко затверджений завідувачем відділу охорони здоров'я кременчуцького міськвиконкому. На цій посаді він перебував понад 25 років. Завдяки ініціативі, наполегливості завідувача, за підтримки керівництва в місті була створена добра матеріально-технічна база охорони здоров'я.
Так, лише до 1980 року в Кременчуці було побудовано 10 лікувальних закладів із залученням коштів промислових підприємств, відкрито 9 спеціалізованих відділень, обладнаних сучасним медичним устаткуванням та апаратурою.
Як видатний організатор у галузі охорони здоров'я Б. І. Нагайченко був нагороджений знаком «Відмінник охорони здоров'я», а в 1969 році йому надано почесне звання Заслужений лікар України. За самовіддану працю на користь Батьківщини він нагороджений орденом Жовтневої революції, «Трудового червоно прапору», медаллю «За доблесну працю», з нагоди 100-річчя з Дня народження В. І. Леніна.
Борис Іванович Нагайченко брав активну участь у громадському житті, неодноразово обирався народним депутатом. В 1990 році, досягнувши пенсійного віку та за станом здоров'я, Борис Іванович перейшов на іншу роботу, став головним лікарем Госпіталю інвалідів Великої Вітчизняної війни, організації якого він у свій час досяг.
8 листопада 1992 року після недовгої, але важкої хвороби Борис Іванович помер.

## Вшанування пам'яті
У 2002 році на будинку по бульвару Пушкіна, 21, встановлена дошка з чорного граніту, розміром 30 х 65 см, з пам'ятним написом: «У цьому будинку з 1964 по 1992 роки проживав Заслужений лікар Української РСР Нагайченко Борис Іванович», у лівій частині дошки − чаша зі змією. Дошка встановлена згідно з рішенням Кременчуцької міської ради № 1134 від 01.11.2002 р.